# Скорость оседания эритроцитов

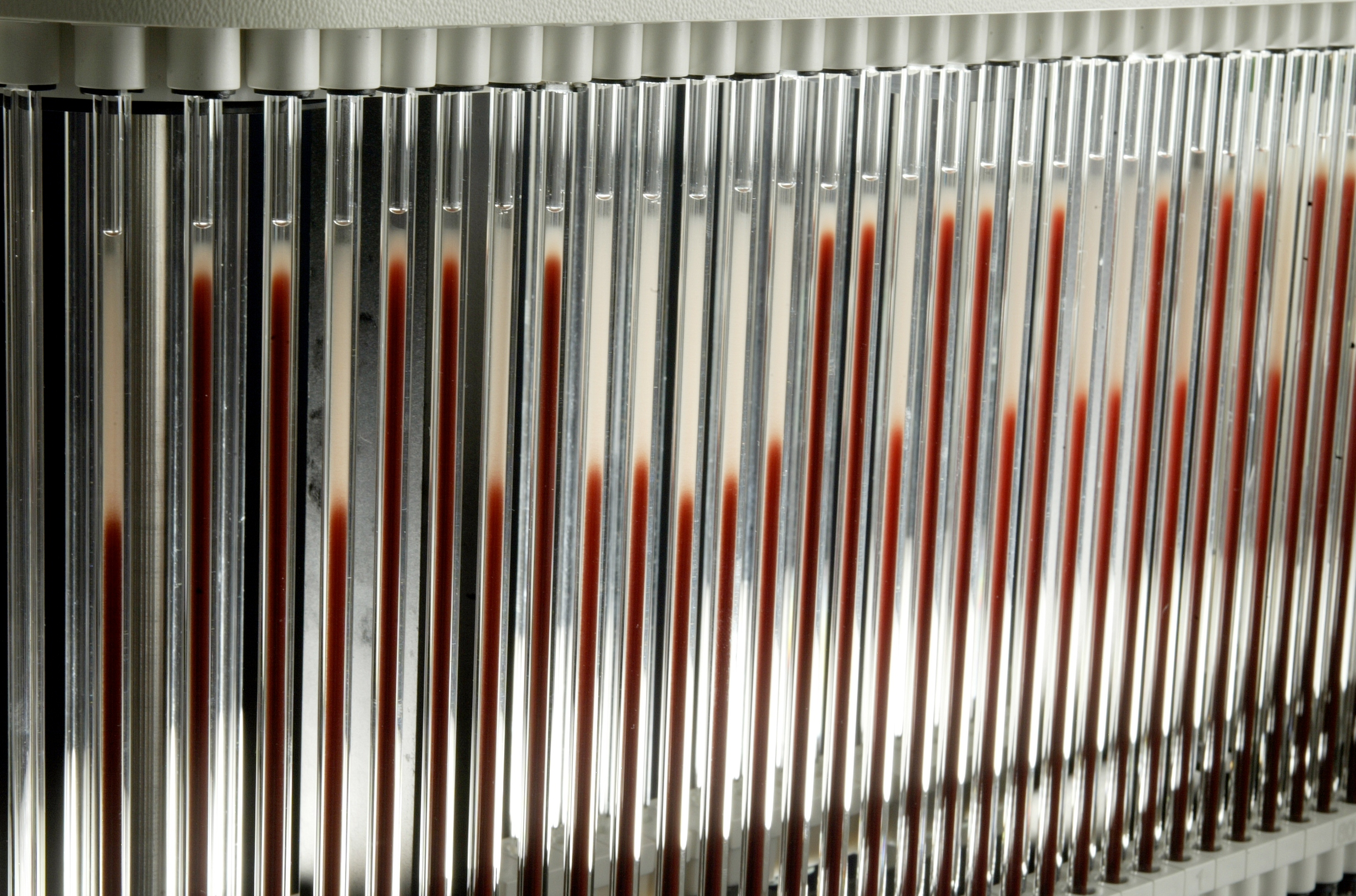
Штатив с капиллярными стеклянными трубками для определения скорости оседания эритроцитов. Метод Панченкова

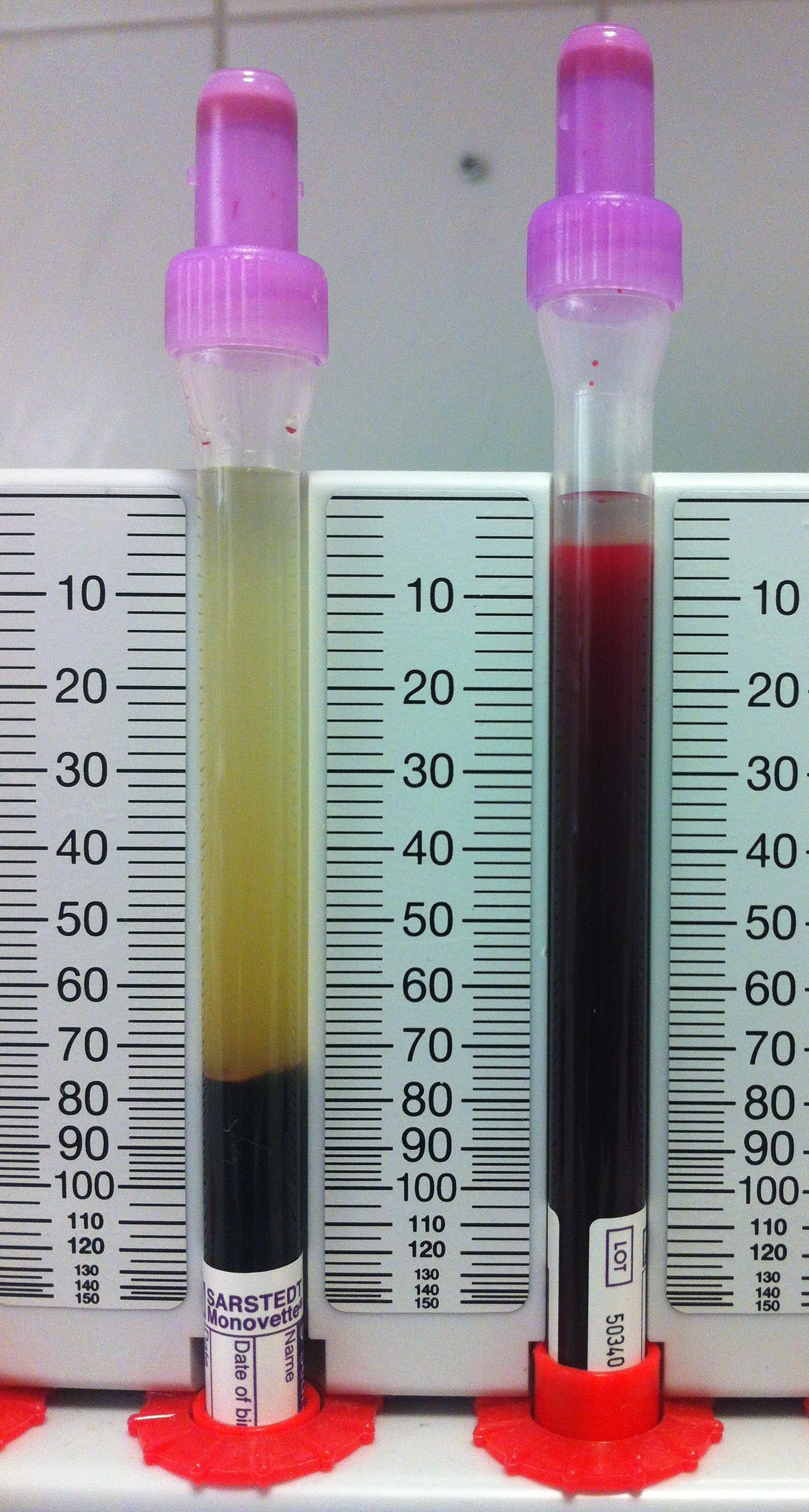
Сравнение скорости оседания эритроцитов (слева 76 мм/час, справа 5 мм/час). Метод Вестергрена

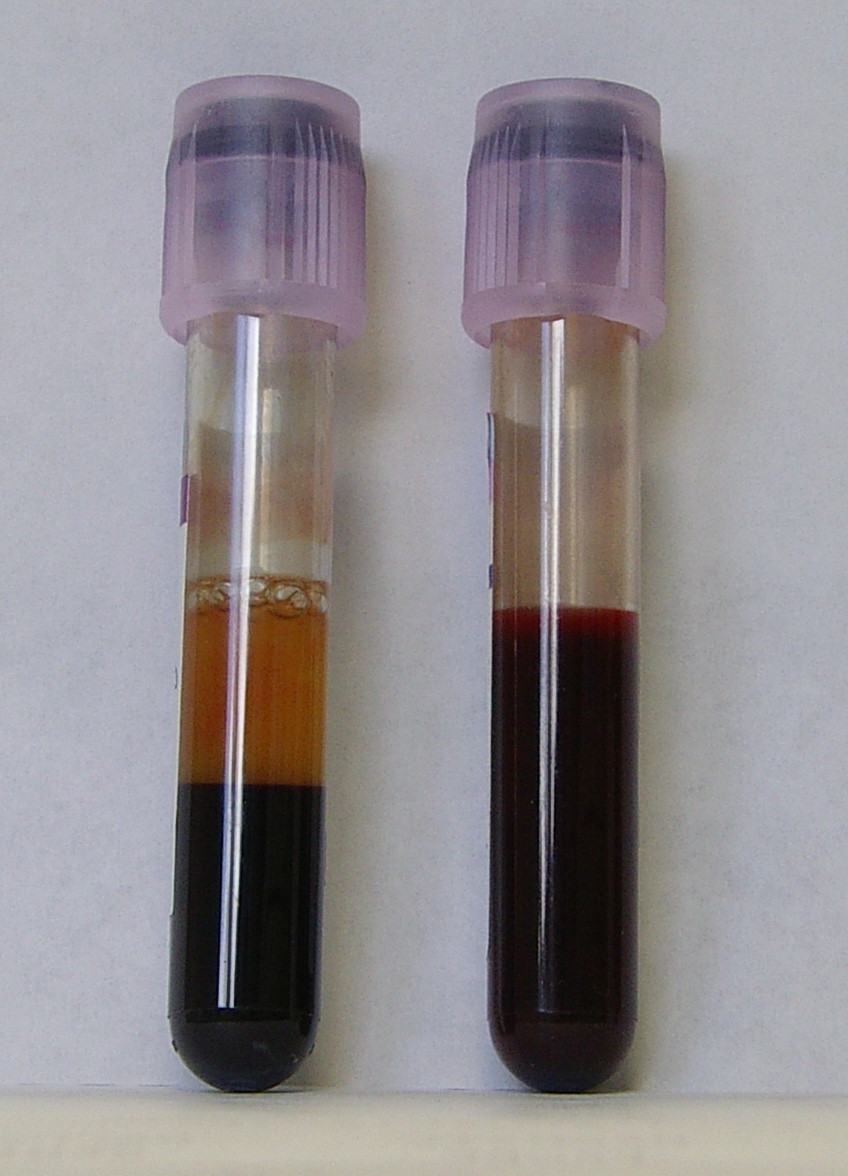
Автоматическое падение эритроцитов (левая сторона)

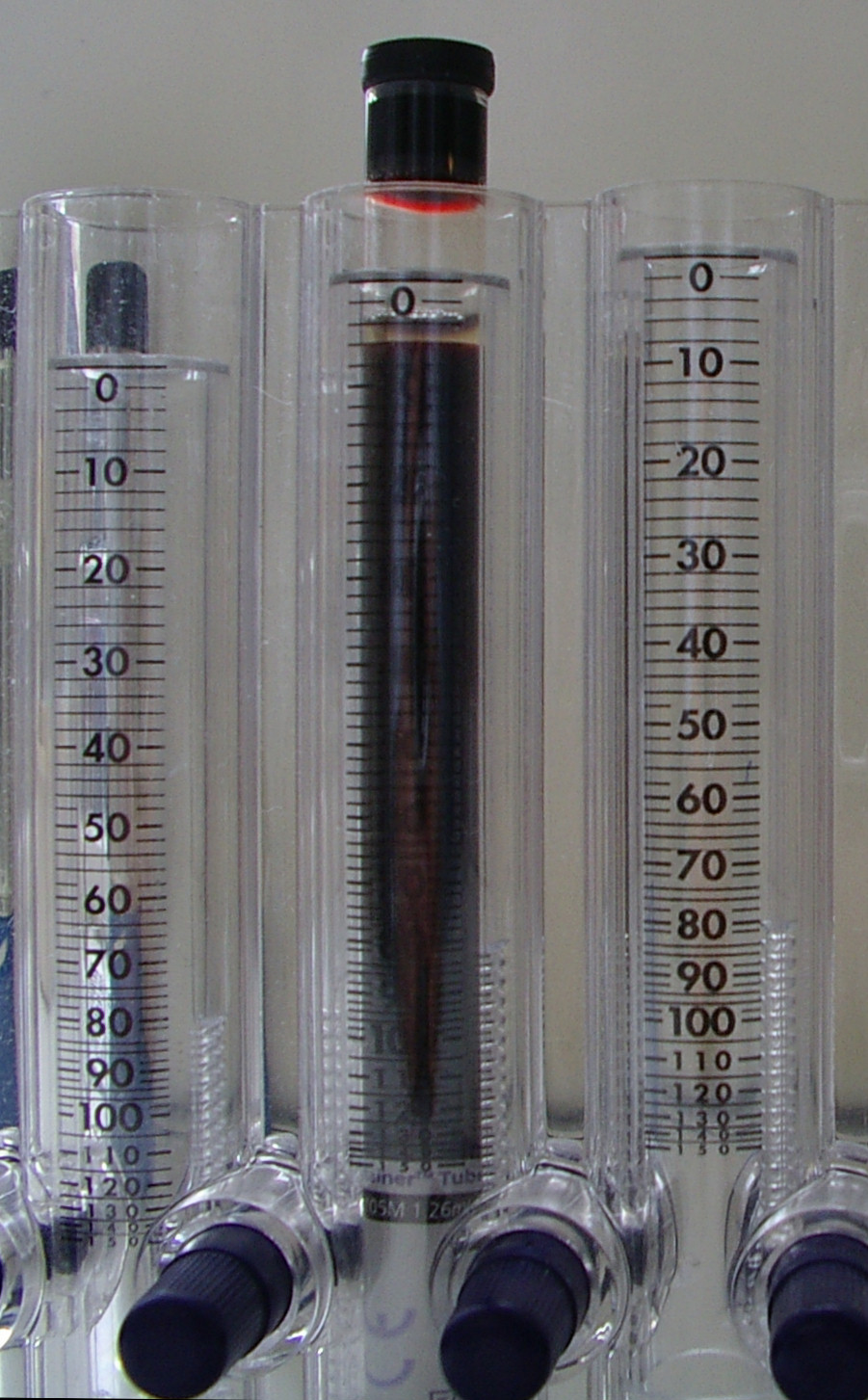
Измерение СОЭ: специальная трубка в штативе со шкалой для считывания СОЭ

Ско́рость оседа́ния эритроци́тов (СОЭ) — неспецифический лабораторный показатель крови, отражающий соотношение фракций белков плазмы; изменение СОЭ может служить косвенным признаком текущего воспалительного или иного патологического процесса, в частности ревматоидного артрита. В целом патологии СОЭ чаще всего свидетельствуют о  диспротеинемии в организме. Также этот показатель известен под названием «Реакция оседания эритроцитов», РОЭ.
Проба основывается на способности эритроцитов (в лишённой возможности свёртывания крови) оседать под действием гравитации. В норме величина СОЭ у женщин находится в пределах 2—15 мм/час, а у мужчин — 2—10 мм/час.

## История метода
Об оседании эритроцитов знали еще в далекой древности. Врачи тех времен во время кровопускания замечали, что со временем кровь расслаивается на светлую и темную фракции, но практического применения этот факт долго не находил.
Метод впервые в клинической практике применен польским патологом Эдмундом Бернацки (Edmund Biernacki) в 1897 году, в некоторых странах до сих пор носит его имя (пол. odczyn Biernackiego, англ. Biernacki's reaction). Он предложил использовать оседание эритроцитов как тест, наливая кровь с цитратом натрия в специальные градуированные стеклянные цилиндры, и назвал метод реакцией оседания эритроцитов. В 1918 г. Fahraeus обнаружил, что скорость оседания эритроцитов изменяется у беременных, и на этом основании предложил использовать данный метод для ранней диагностики беременности; в последующем он предположил, что СОЭ изменяется также при многих заболеваниях.
Вестергрен в 1926 г. и Уинтроп 1935 г. разработали методы и условия определения СОЭ, которые и сейчас используют в клинической практике. В СССР широкое распространение метод, разработанный Т.П. Панченковым, который до сих пор применяется в лабораторной практике.

## Принцип метода
Плотность эритроцитов превышает плотность плазмы, поэтому они медленно оседают на дно пробирки. Скорость, с которой происходит оседание эритроцитов, в основном определяется степенью их агрегации, то есть способностью слипаться вместе (не путать с агглютинацией). Из-за того, что при образовании агрегатов уменьшается отношение площади поверхности частиц к их объёму, сопротивление агрегатов эритроцитов трению оказывается меньше, чем суммарное сопротивление отдельных эритроцитов, поэтому скорость их оседания увеличивается.
Поверхность эритроцитов обладает отрицательным зарядом, который препятствует агрегации из-за возникающих при сближении сил кулоновского отталкивания. Агрегация эритроцитов главным образом зависит от величины их поверхностного потенциала и белкового состава плазмы крови.  Степень агрегации (а значит и СОЭ) повышается при увеличении концентрации в плазме т. н. белков острой фазы — маркеров воспалительного процесса. В первую очередь — фибриногена и иммуноглобулинов, в меньшей степени C-реактивного белка, церулоплазмина и других.
Небольшие изменения концентрации сывороточного альбумина влияют на СОЭ мало и неоднозначно, однако, значительное падение концентрации альбумина при патологических состояниях приводит к повышению СОЭ. Поскольку альбумин с одной стороны, как и остальные белки, может способствовать агрегации, но, с другой стороны, как главный транспортный белок крови, обладает большим сродством к поверхности частиц, адсорбируясь на поверхности и препятствуя их слипанию. Являясь основным белком плазмы, альбумин во многом определяет её вязкость, уменьшение которой при понижении его концентрации уменьшает сопротивление трению и увеличивает скорость оседания.

## Методика определения
Определение СОЭ проводят методом Панченкова (в капилляре Панченкова), либо методом Вестергрена (в пробирке).

### По методу Панченкова
Основан на свойстве агрегатов эритроцитов осаждаться на дне сосуда. В градуированный на 100 делений капилляр Панченкова набирают до метки «Р» 5%-ый раствор цитрата натрия (антикоагулянт) и переносят его на часовое стекло. Затем в тот же капилляр набирают дважды кровь до метки «К» и оба раза выдувают её на часовое стекло (достигается соотношение крови 4:1). Кровь, тщательно перемешанную с цитратом натрия, вновь набирают в капилляр до метки «К». Капилляр ставят в специальный штатив строго вертикально. СОЭ учитывают через 1 час, при необходимости через 24 часа и выражают в миллиметрах.
Метод Панченкова имеет ряд недостатков: 
- невозможно стандартизировать метод из-за высокой чувствительности к возможным проблемам с получением капиллярной крови (при сжимании пальца происходит гемолиз эритроцитов)
- сложно добиться высокой чистоты внутреннего канала многоразового капилляра
- нельзя провести калибровку или контроль качества[2]

### По методу Вестергрена (в пробирке)
Метод Вестергрена — это международный метод определения СОЭ, признанный Международным комитетом по стандартизации в гематологии ICSH эталоном в 1977 году. Он отличается от метода Панченкова характеристиками используемых пробирок и калибровкой шкалы результатов. Результаты, получаемые этим методом, в области нормальных значений совпадают с результатами, получаемыми методом Панченкова. Но метод Вестергрена более чувствителен к повышению СОЭ, и результаты в зоне повышенных значений СОЭ будут точнее результатов, получаемых методом Панченкова.
Для выполнения определения СОЭ по методу Вестергрена необходима венозная кровь, взятая с цитратом натрия 3,8 % в соотношении 4:1. Также используется венозная кровь, взятая с ЭДТА (1,5 мг/мл) и затем разведённая цитратом натрия или физиологическим раствором в соотношении 4:1. Метод выполняется в специальных пробирках Вестергрена с просветом 2,4—2,5 мм и шкалой, градуированной в 200 мм. СОЭ считывают в мм за 1 час.
У метода также есть недостатки:
- длительность получения результата (1ч)
- из-за различных способов пробоподготовки для анализа СОЭ и общего анализа крови невозможно использовать одну и ту же пробу для обоих видов исследования
- высокая вариабельность результатов
- невозможно автоматизировать процесс
- нельзя провести внутрилабораторный контроль качества[2]

### Метод "остановленной струи"
Автоматизированная альтернатива классическому методу Вестергрена, использующая принцип "остановленной струи".
Кинетический метод определения СОЭ при капиллярной фотометрии. Принцип основан на измерении кинетики агрегации эритроцитов после дезагрегации. Это инновационный кинетический метод, который не измеряет оседание напрямую, а определяет агрегацию эритроцитов в динамических условиях потока. Кровь прокачивается через узкий капилляр с известным диаметром под постоянным давлением. Фотометр непрерывно измеряет оптическую плотность протекающей крови. Когда эритроциты агрегируют, образуются крупные частицы, которые рассеивают свет сильнее, чем отдельные эритроциты. Это приводит к увеличению оптической плотности протекающей суспензии. В определенный момент поток крови резко останавливается. После остановки потока агрегаты эритроцитов начинают распадаться (дезагрегировать) под действием броуновского движения и сил отталкивания. Скорость этого распада напрямую зависит от силы первоначальной агрегации. Прибор измеряет скорость изменения оптической плотности в первые секунды после остановки потока. Сила агрегации (а значит, и скорость дезагрегации) коррелирует со скоростью оседания в статическом режиме. Сложные алгоритмы анализатора рассчитывают эквивалентное значение СОЭ (в мм/ч) на основе измеренной кинетики дезагрегации.

## Интерпретация
Более ста лет данный лабораторный тест применяется для количественного определения интенсивности разнообразных воспалительных процессов. Так, чаще всего увеличение СОЭ связано с острой и хронической инфекцией, иммунопатологическими заболеваниями, инфарктами внутренних органов. 
При острых воспалительных процессах СОЭ может повышаться уже через 24-48 часов после подъема температуры по причине повышения белков острой фазы (С-реактивный белок, гаптоглобин).
При хронических воспалениях СОЭ в основном повышается из-за роста иммуноглобулинов и фибриногена.
Хотя воспаление и является наиболее частой причиной ускорения оседания эритроцитов, увеличение СОЭ также может обусловливаться и другими, в том числе и не всегда патологическими, состояниями.
СОЭ также может увеличиваться при злокачественных новообразованиях, при значительном уменьшении числа эритроцитов, в период беременности, при приёме некоторых лекарственных препаратов, например, салицилатов.
Умеренное повышение СОЭ (20—30 мм/ч) может наблюдаться при анемиях, при гипопротеинемии, у женщин в период менструации и беременности. Резкое повышение СОЭ (более 60 мм/час) обычно сопровождает такие состояния как септический процесс, аутоиммунные заболевания, злокачественные опухоли, сопровождающиеся распадом тканей, лейкозы. Уменьшение скорости оседания эритроцитов возможно при гиперпротеинемии, при изменении формы эритроцитов, эритроцитозах, лейкоцитозе, ДВС-синдроме, гепатитах.
Несмотря на свою неспецифичность определение СОЭ всё ещё является одним из наиболее популярных лабораторных тестов для установления факта и интенсивности воспалительного процесса.